# GRIN2D
La subunidad del receptor de glutamato [NMDA] epsilon-4 es una proteína que en los humanos está codificada por el gen GRIN2D.

## Función
N-metil-D-aspartato (NMDA) son una clase de receptores de glutamato ionotrópico. Se ha demostrado que el canal NMDA está involucrado en la potenciación a largo plazo, un aumento dependiente de la actividad en la eficiencia de la transmisión sináptica que se cree subyace en ciertos tipos de memoria y aprendizaje. Los canales del receptor NMDA son heterómeros compuestos por la subunidad clave del receptor NMDAR1 (GRIN1) y 1 o más de las 4 subunidades NMDAR2: NMDAR2A (GRIN2A), NMDAR2B (GRIN2B), NMDAR2C (GRIN2C) y NMDAR2D (GRIN2D).

## Interacciones
Se ha demostrado que GRIN2D interactúa con Interleukin 16.